# Storskäret, Nykarleby
Storskäret är en ö som tillsammans med Lillskäret och Skorvagrundet bildar ögruppen Stubben cirka 5 kilometer utanför byn Monäs kust i Nykarleby i Österbotten. Storskäret sträcker sig 0,7 kilometer i nord-sydlig riktning, och 0,6 kilometer i öst-västlig riktning. Arean är 0,16 kvadratkilometer.
På Storskäret finns en 16,8 meter hög känningsbåk av trä samt en liten lotsväktarstuga från 1850-talet som senare byggts om till sommarstuga. På ön finns många lämningar från det livliga fisket som pågått här i århundraden.